# エーリッヒ・フォン・ファルケンハイン
エーリッヒ・ゲオルク・セバスチャン・アントン・フォン・ファルケンハイン（ドイツ語: Erich Georg Sebastian Anton von Falkenhayn, 1861年11月11日 - 1922年4月8日）は、ドイツの陸軍軍人、政治家。第一次世界大戦において同国の陸軍参謀総長を務め、開戦初期における軍部の長でありベートマン・ホルヴェーク内閣の陸軍大臣を務めた。

## 経歴

### 初期の軍歴
エーリッヒ・フォン・ファルケンハインは西プロイセンの都市グラウデンツ近郊のブルクベルハウ（現在のポーランド・クヤヴィ＝ポモージェ県グルジョンツ郡のビャウォホヴォ）でファードア・フォン・ファルケンハイン（1814–1896）とフランツィスカ・フォン・ファルケンハイン（1826–1888）の間に生まれた。彼の兄アーサー・フォン・ファルケンハイン（1857–1929）はヴィルヘルム皇太子の家庭教師となり、後に陸軍の騎兵大将になった。また彼の妹のオルガ・フォン・ファルケンハインは、後にナチス・ドイツの陸軍元帥となるフェードア・フォン・ボックの母親である。1872年、11歳で陸軍幼年学校を卒業し、プロイセン陸軍士官学校に進学。ファルケンハインは1880年にオルデンブルク歩兵連隊に少尉として入隊。1889年に中尉、1890年には参謀本部に地形学部門に配属された。1893年には大尉に昇進している。
1896年から1903年の間、ファルケンハインは休暇を取り、軍事顧問として清朝中国の士官学校に赴任し、同地のいくつかの海港の設立に貢献した。1900年の義和団の乱に遭遇。また1899年3月には少佐に昇格している。その後、アルフレート・フォン・ヴァルダーゼー将軍麾下の東アジア派遣軍の参謀となり、満洲と朝鮮に1903年まで赴任。アジアでの活躍により、ファルケンハインは皇帝ヴィルヘルム2世のお気に入りとなった。
お気に入りとなったファルケンハインは、ドイツ皇太子ヴィルヘルムの軍事教官の一人となった。後、ブラウンシュヴァイク、メッツ、マクデブルクで大隊司令官として勤務し1906年4月10日には参謀本部課長となった。翌年には、第16軍団参謀長となり、1908年には大佐に昇進した。1911年1月27日、ファルケンハインは第4衛兵連隊の司令官となり、1912年4月22日に少将となり、1913年2月20日に第4軍団参謀長となった。陸軍大臣になる前は、参謀本部の補給部部長として1年間勤務していた。しかし、ファルケンハインは参謀本部で重要な役割を果たすことはなかった。

### 陸軍大臣 (1913–1915)
1913年7月8日、ヨシアス・フォン・ヘーリンゲン将軍の後任としてベートマン・ホルヴェーク内閣のプロイセン陸軍大臣となった。アルザス＝ロレーヌで起きたツァーベルン事件の際、ファルケンハインは陸軍大臣として事件解決のための会議に参加した。

### 第一次世界大戦 (1914–1916)
1914年にサラエヴォ事件が発生するとドイツの参戦を主張。1914年7月5日の会議に参加し、オーストリア＝ハンガリー帝国に対する戦争支援を表明している。多くのドイツ軍幹部と同様、大規模なヨーロッパ戦争を予期していなかったが、すぐにその考えを受け入れ、ヴィルヘルム2世に宣戦布告を促した。彼はカイザーにドイツ軍の準備が完全に整っていると保証し、宰相のベートマン・ホルヴェーグに「この件で我々が滅んでも、それはそれで価値がある」と述べている。第一次世界大戦勃発後、マルヌ会戦でドイツの攻勢が頓挫すると、9月14日に精神的に不安定となった小モルトケの後任として参謀総長及び陸軍最高司令部長に就任した。ファルケンハインは53歳であり、参謀総長に最年少で就任した。ファルケンハインは陸軍最高司令部（OHL）をメジエールに移動させ、西部戦線の中心に据え、軍隊に塹壕を掘るように命じたが、これが第一次世界大戦を象徴する塹壕戦の始まりとなった。

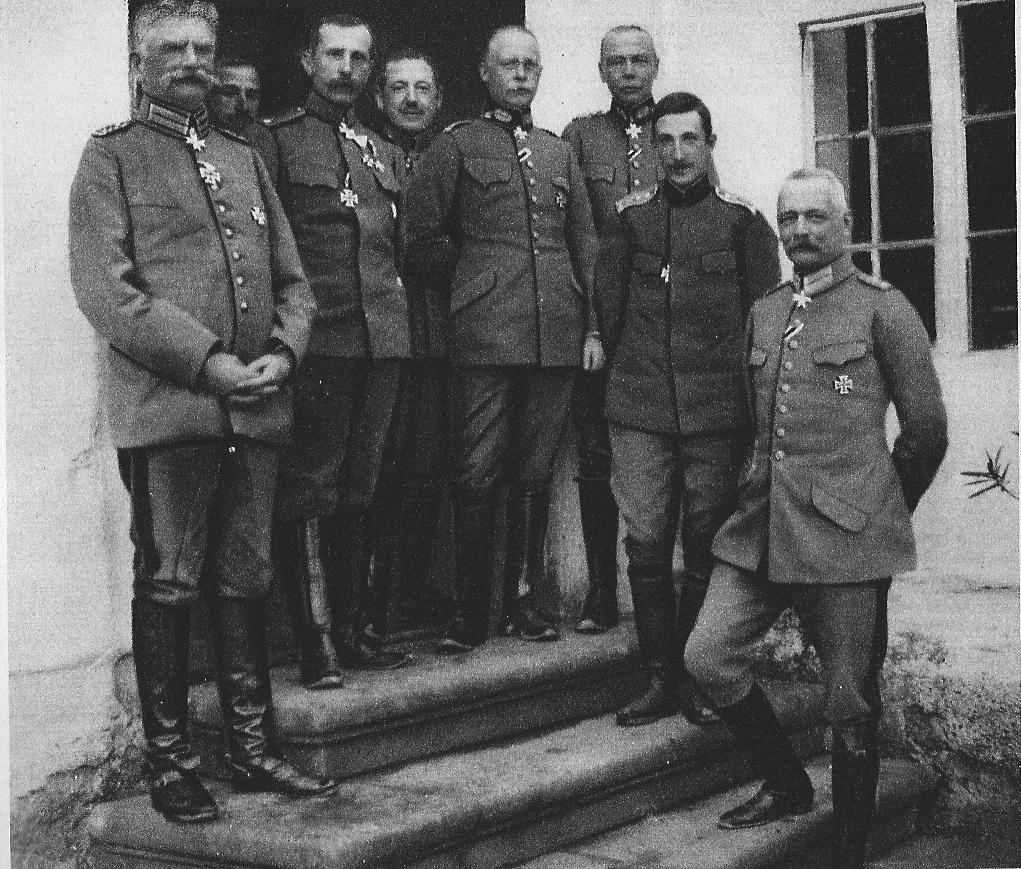
1915年11月、ルーマニア (右端の人物がファルケンハイン)

ファルケンハインは、ドイツ帝国航空隊（Die Fliegertruppen des deutschen Kaiserreiches）の拡張が必要であることを提唱した。ファルケンハインは、フェルディナント・フォン・ツェッペリンによって作られた飛行船に対する陸軍省の懐疑論が正当なものであることに気がついた。彼は飛行船を利用し、航空隊の急速な発展を与えようとした。
フランスへの侵攻作戦であるシュリーフェン・プランの失敗から、西部戦線の陣地構築に尽力し、イギリス軍とフランス軍の反攻を一時食い止める。ドイツの完全勝利に悲観的な見通しを持ち、11月18日に外交交渉で戦争を終わらせるよう主張する覚書を政府に送ったが、聞き入れられなかった。帝国宰相ベートマン＝ホルヴェークはロシアとの外交は不可と考えていた。このためタンネンベルクの戦いでロシア軍を痛撃して楽観的見通しを持っていたパウル・フォン・ヒンデンブルクやエーリヒ・ルーデンドルフと対立するようになった。ルーデンドルフには「犯罪者」呼ばわりされたうえ、1915年1月にはプロイセン王国陸軍大臣を解任された。アドルフ・ヴィート・フォン・ホーエンボルン将軍を新しい陸軍大臣に推薦した。1915年1月20日、ファルケンハインは歩兵大将に昇進した。
停戦交渉でのドイツの立場を有利にするため、西部戦線に戦力を集中し、消耗戦の概念に基づいてフランス軍の人的損耗を極限まで引き出すためにヴェルダンを攻撃するゲリヒト（裁判）作戦を立案。それによって1916年2月21日からヴェルダンの戦いが始まった。この戦いによってフランス陸軍に痛撃を加えたものの、ドイツ軍自身も50万の兵士を無意味に失い、また作戦実行に大量の兵員と補給品を必要としたため、ブルシーロフ攻勢、ソンム攻勢を受けて他方面に補給を行う必要が生じると戦場を放棄せざるを得なくなった。そもそもファルケンハインもフランスがこのやり方で音を上げるとは思っていなかった。同年8月29日、陸軍参謀総長を辞任。後任はヒンデンブルクだった。

### ルーマニア (1916–1917)
ファルケンハインは1916年9月6日、トランシルヴァニア第9軍司令官となり、8月にはブルガリアからドブルジャを経由して攻撃したアウグスト・フォン・マッケンゼンとの共同攻撃をルーマニアに対して開始した。第9軍司令官としてのファルケンハインは軍をブラショフに落ち着かせ、ルーマニア西部への攻撃はないと、ルーマニア人をだまし取った。第9軍はハツェグでルーマニア第1軍と戦った。戦闘後、ファルケンハインはオーストリア軍と合流し、ルーマニア軍を包囲した。ファルケンハインはルーマニア軍への攻勢を遅らせ、その結果、後にオーストリア皇帝カール1世となるオーストリア大公カールとの間で対立することになった。ファルケンハインは道路の悪条件を指摘して遅延を正当化した。オーストリア軍との対立があっても、1916年末から1917年初頭にかけて、ファルケンハインとマッケンゼンはルーマニア軍をロシア側に追い込むことに成功した。

### パレスチナ (1917–1918)
その後はパレスチナ戦線の作戦を指揮。オスマン帝国元帥としてトルコ軍を指揮。1917年9月7日オスマン帝国第2軍最高司令官に就任したが、イギリス軍によるパレスチナ攻略を阻止することができず、オットー・リーマン・フォン・ザンデルス将軍と交代した。ファルケンハインは、多くの聖地があるエルサレム旧市街での戦いを回避したことと、ジェマル・パシャ総督がアルメニア人虐殺に倣って計画していたパレスチナのユダヤ人住民の強制移住を阻止する上で重要な役割を果たしたとされる。冬期のエルサレム住民の避難もジェマル・パシャが計画していたが、ファルケンハインらドイツ軍将校によって阻止された。

### ベラルーシ (1918–1919)
1918年2月にベラルーシの第10軍司令官に転じ、そこで終戦を迎えた。1918年12月、彼は第10軍のドイツへの撤退を監督。1919年2月に部隊は解散し、ファルケンハインは部隊解散に伴い軍を退役した。

### 退役後
戦後は軍を離れて隠棲し、第一次世界大戦に関する著述を多く行い、1914年のロシアとフランスに対するドイツの宣戦布告は「正当だが過度に急いでいて不必要」だったと述べている。
ポツダム近郊シュロス・リンドシュテットで没。

## 人物

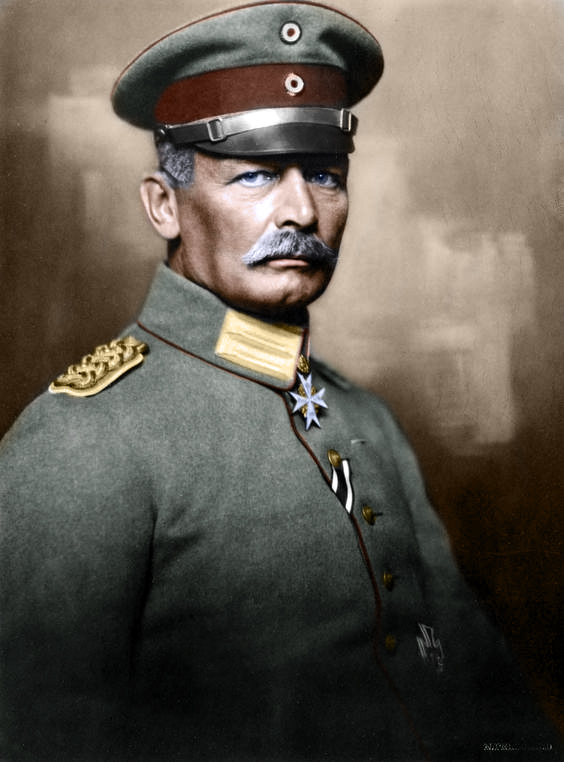
フォン・ファルケンハインのカラー写真

「ヴェルダンの血液ポンプ」「ヴェルダンの骨ミキサー」の拝名者として、典型的なプロイセンの将軍、すなわち冷酷非情、反民主主義的な軍事指導者と評価されることが多い。しかしこうした人命を軽視した戦争のやり方は、ファルケンハイン個人の性格というより時代の産物ともいえる。個人的には友情に篤く、また優しい上官であったという証言がある。
またパレスチナにいた1917年当時、パレスチナに住むユダヤ人を全て強制移住しようとしたオスマン帝国総督アフメト・ジェマル・パシャを説得してこれをやめさせている。追放が実行されていればアルメニア人虐殺のような事態も想定されていたため、ファルケンハインを好意的に評価する意見もある(Afflerbach著 Falkenhaynなど)。

## 評価
ウィンストン・チャーチルは、彼を第一次世界大戦におけるドイツ軍将兵の中で最も有能であると評価していた。トレヴァー・デュピュイもまた、彼をドイツ軍指揮官の中でヒンデンブルクとルーデンドルフに次ぐ、トップクラスの指揮官であると評価していた。ロバート・フォーリーは、ドイツは1915年にロシアで、1916年にフランスでファルケンハインが用いたより多くの人員、産業、および世界に対する経済的支配力を持っていたため、消耗戦略を適用することがはるかに可能であったとし、また、戦費が増大するにつれて、同盟国の政治的打倒と、完膚なきまでに敗北した敵に講和を指示する能力を含むように、戦争目的は拡大し、皮肉にもそれはかつてファルケンハインが発案した消耗戦略によって達成された記している。
軍人である彼の戦績はまちまちだった。参謀総長在任中、ある参謀将校は、ファルケンハインは組織と戦術に関しての決断力と先見性に欠けていたと書いている。ヴェルダンでの攻撃は戦略的に失敗し、多大な損害を強いた為に攻防戦の最中、責任を取る形で参謀総長の職を辞し、対ルーマニア作戦の第9軍司令官に転出した。ファルケンハインは司令官としてかなりの手腕を発揮し、ルーマニア軍をトランシルヴァニアから追い出し、南カルパチア山脈を突破し、散り散りになったルーマニア軍を北東のモルダヴィアへと追いやった。

## 文献
- 四手井綱正講述 『戦争史概観』 岩波書店、1943年
- Holger Afflerbach: Falkenhayn. Politisches Denken und Handeln im Kaiserreich. Oldenbourg, München 1994 （ファルケンハインに関する最新の基本的評伝）
- Robert Foley: German Strategy and the Path to Verdun: Erich von Falkenhayn and the Development of Attrition, 1870–1916. University Press, Cambridge 2005.